# 클레이모어

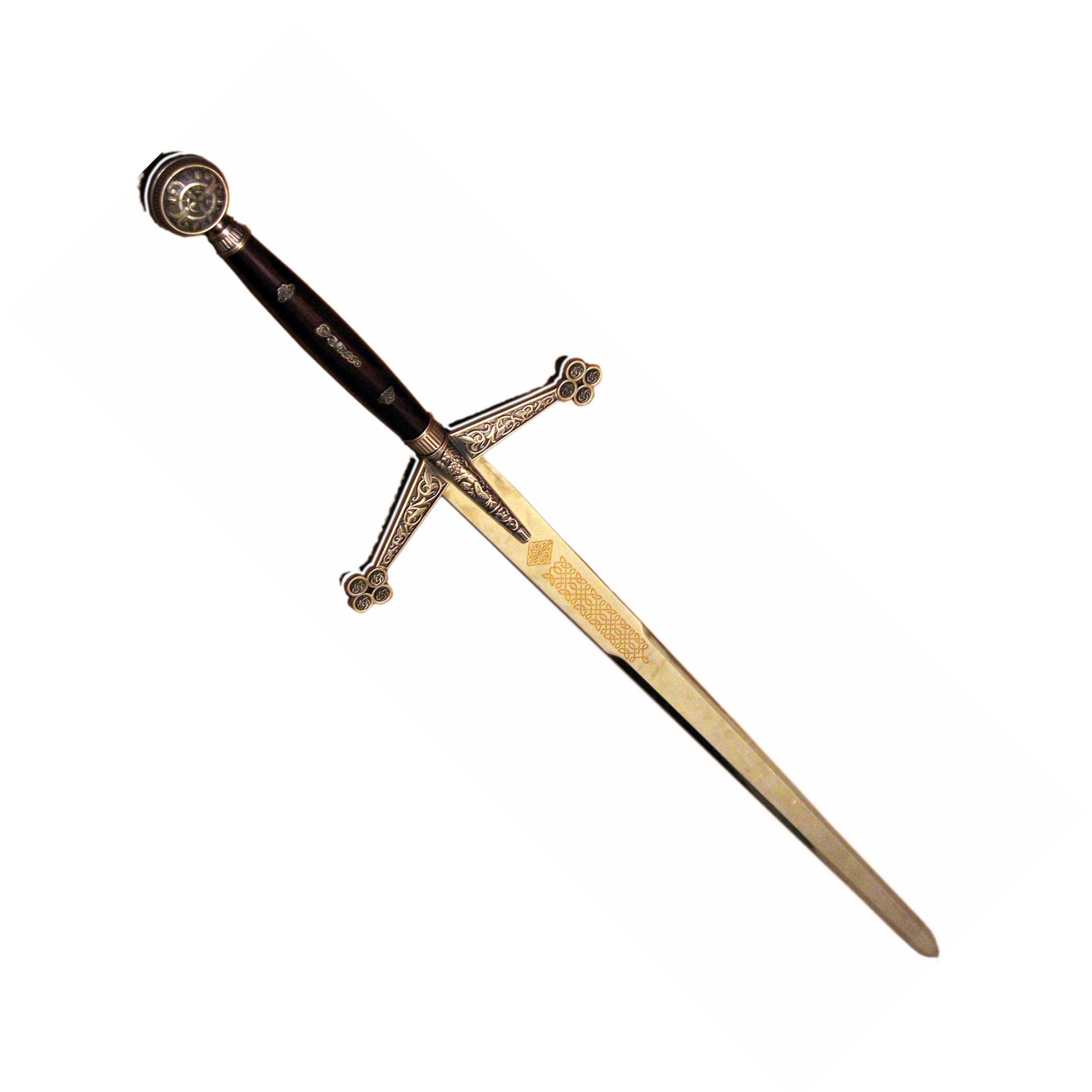
영화 하이랜더에서 사용된 클레이모어의 레플리카.

클레이모어(Claymore)는 스코틀랜드 병사들이 사용했던 두 가지 다른 형태의 검을 일컫는 말이다.

## 이름
클레이모어의 어원은 "클레이드헴 모르"(갈리아어로 "큰 검"을 뜻한다)로 추정한다. 또 다른 이론은 클레이모어가 "클레이드헴 다 라므"("양손검"을 뜻함)에서 왔다고 주장한다. "클레이드헴"은 궁극적으로 라틴어 "글라디우스"와 같은 말이다.

## 양손(하이랜드) 클레이모어
양손 클레이모어는 중세 시대에 사용된 검이다. 이 검은 14-18세기 사이에 잉글랜드와의 국경 분쟁이나 부족 간의 내전에서 주로 쓰였다. 최근의 유명한 전투는 1689년에 일어난 "킬리크랭키 전투"이다. 클레이모어는 동시대의 다른 양손검보다는 조금 작았지만, 오히려 그 가벼움 때문에 훨씬 빠른 공격을 가능하게 하여 유럽의 양손검보다 우위를 차지할 수 있었다. 또 클레이모어는 상대를 무장 해제시키는데도 유리했는데, 그 이유는 십자가 형태의 가드가 큼직해서 상대의 검을 밀어 붙이는 데 도움이 되었기 때문이다.

## 바스켓-힐트 클레이모어
19세기에 스코틀랜드 병사들은 한손검 크기로 축소시키고 힐트에 가드를 달아 손을 보호하게 만든 형태의 바스켓-힐트 클레이모어를 선호했다. 이 검은 심지어 제2차 세계 대전의 노르망디 상륙 작전까지 쓰였다. 클레이모어의 최근 모습을 보고 싶다면 하이랜드 전통 행사를 보면 된다. 이 행사는 영국군 중 일부가 검과 전통 복장을 하고 전통 춤을 추는 행사이다. 잭 처칠 중령이 2차 세계대전 때 공식적으로 바스켓-힐트 클레이모어를 무장으로 사용했다.

## 같이 보기
- M18A1 클레이모어